# 斑翅虎鮋
斑翅虎鮋（学名：Minous pictus），又名鬼虎魚、貓魚、魚虎、虎魚、石狗公，为輻鰭魚綱鮋形目鮋亞目毒鮋科虎鮋屬下的一个种，為熱帶海水魚，分布於印度西太平洋區印尼、阿拉弗拉海及巴布亞紐幾內亞海域，棲息深度可達56公尺，體長可達11公分，棲息在砂泥底質底層水域，生活習性不明。